# Trésor public (Finlande)

Le trésor public (finnois : Valtiokonttori) est une administration centrale gérant le trésor public et dépendant du Ministère des Finances de Finlande.

## Missions
L'administration fournit des services financiers et gère les fonds publics, les prêts, la comptabilité et l'indemnisation des accidents, verse aux citoyens les indemnités de dommages militaires et de dommages criminels, et gère les garanties hypothécaires.
En outre, le Trésor gère l'assurance accident pour les agences et institutions gouvernementales et soutient les activités qui maintiennent l'employabilité.

### Directeurs successifs
Les dirigeants du Trésor public ont été,
- Otto Reinhold Frenckell 1875–1879
- Sixtus Viktor Calamnius 1879–1891
- Wilhelm Gabriel Geitlin 1891–1903
- Juho Kusti Paasikivi 1903–1914
- Jonathan Wartiovaara 1915–1937
- Sigfrid Reguel Lundqvist 1937–1940
- Juhana Minni 1940–1947
- Ralf Törngren 1948–1961
- Esa Kaitila 1962–1972
- Grels Teir 1973–1983
- Jaakko Vihmola 1983–1992
- Jukka Wuolijoki 1992–2008
- Timo Laitinen 2008–